# Ctenus fernandae
Ctenus fernandae är en spindelart som beskrevs av Antonio D. Brescovit och Simó 2007. Ctenus fernandae ingår i släktet Ctenus och familjen Ctenidae. Inga underarter finns listade i Catalogue of Life.